# مالكوم وايت
مالكوم وايت (15 مايو 1924 في المملكة المتحدة - 12 يناير 2009) (بالإنجليزية: Malcolm White)‏ هو لاعب كريكت بريطاني وبريطاني (وحمل سابقاً جنسية المملكة المتحدة لبريطانيا العظمى وأيرلندا). لعب مع نادي وارويكشاير للكريكيت ‏ ونادي مقاطعة ستافوردشاير للكريكت ‏.

## وصلات خارجية
- مالكوم وايت على موقع إي آس بي آن كريك إنفو (الإنجليزية)